# Agewmeder
Agewmeder est une province historique du nord-ouest de l'Éthiopie. L'étymologie la plus vraisemblable viendrait du terme Agew (Guèze, አገው Agaw), un peuple vivant dans cette zone, et du mot meder (terre), ce qui signifierait donc la "Terre des Agew".